# 리스 (스코틀랜드)

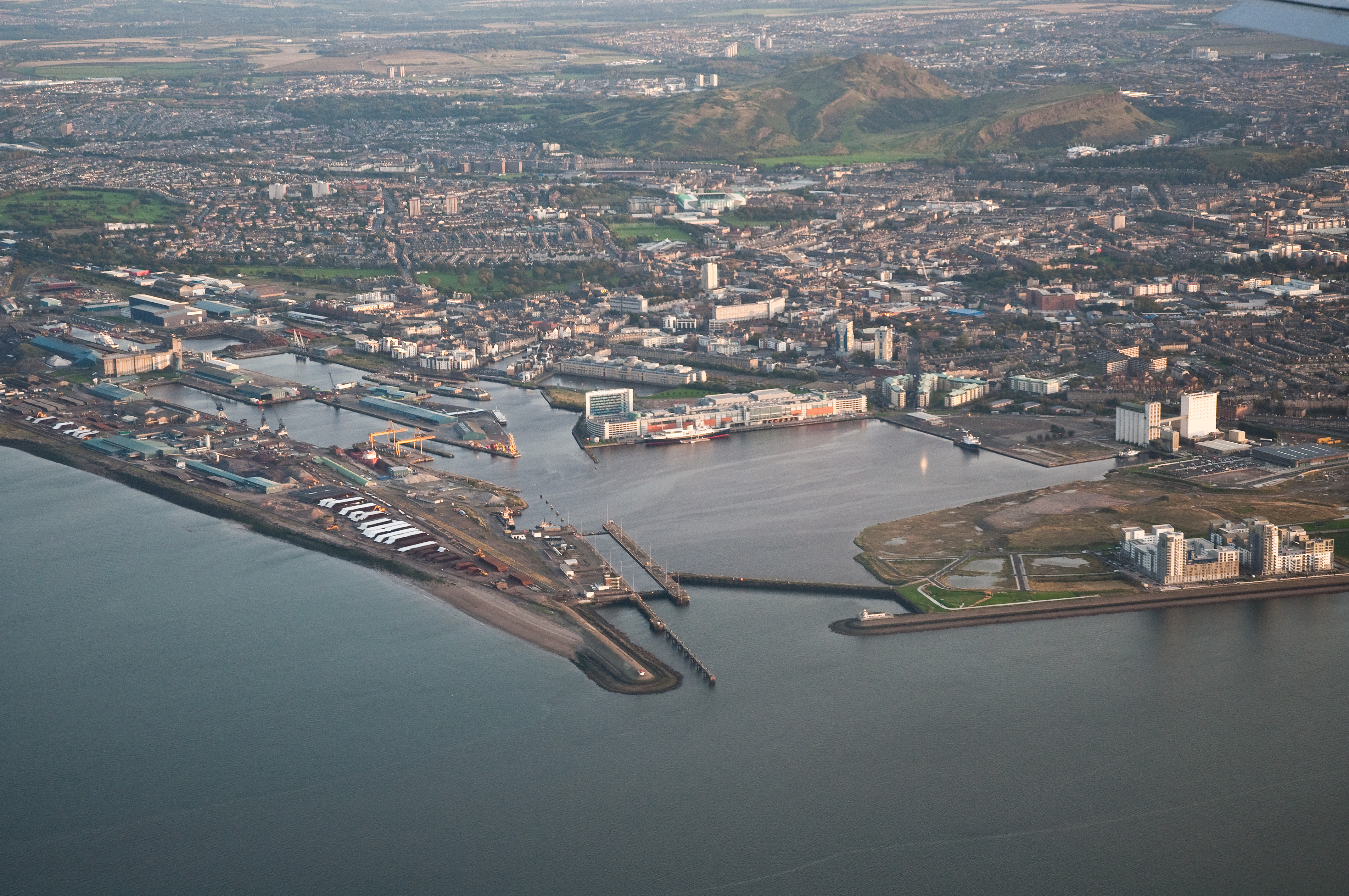

리스(영어: Leith, 스코틀랜드 게일어: Lìte)는 스코틀랜드 에든버러 북쪽에 위치한 지구이다.

## 같이 보기
- 중상주의